# Euchlaena serrataria
Euchlaena serrataria là một loài bướm đêm trong họ Geometridae.